# Grandview (Missouri)
Grandview è un comune degli Stati Uniti d'America, situato in Missouri, nella contea di Jackson.